# Hildburghausen (huyện)
Hildburghausen là một huyện ở Thüringen, Đức. Các huyện giáp ranh (từ phía tây theo chiều kim đồng hồ) là: huyện Schmalkalden-Meiningen, thành phố Suhl, các huyện Ilm-Kreis, Saalfeld-Rudolstadt và Sonneberg, và bang Bavaria (các huyện Coburg, Haßberge và Rhön-Grabfeld). Huyện tọa lạc gần trung độ giữa dãy núi Rhön và rừng Thuringia, huyện này có nhiều rừng và có các vùng nông thôn ở địa hình đồi.

## Các thị xã và đô thị
| Thị xã không thuộc Verwaltungsgemeinschaft             | và các đô thị |
| ------------------------------------------------------ | --- |
| 1. Eisfeld 2. Hildburghausen 3. Schleusingen 4. Themar | 1. Auengrund 2. Bockstadt 3. Brünn 4. Gleichamberg 5. Masserberg 6. Nahetal-Waldau 7. Sachsenbrunn 8. Sankt Kilian 9. Schleusegrund 10. Straufhain 11. Veilsdorf |

| Verwaltungsgemeinschaften | Verwaltungsgemeinschaften                                                  | Verwaltungsgemeinschaften |
| --- | -------------------------------------------------------------------------- | --- |
| 1. Feldstein [seat: Themar] 1. Ahlstädt 2. Beinerstadt 3. Bischofrod 4. Dingsleben 5. Ehrenberg 6. Eichenberg 7. Grimmelshausen 8. Grub 9. Henfstädt 10. Kloster Veßra 11. Lengfeld 12. Marisfeld 13. Oberstadt 14. Reurieth 15. Sankt Bernhard 16. Schmeheim | 2. Gleichberge 1. Haina 2. Mendhausen 3. Milz 4. Römhild1, 2 5. Westenfeld | 3. Heldburger Unterland 1. Bad Colberg-Heldburg1, 2 2. Gompertshausen 3. Hellingen 4. Schlechtsart 5. Schweickershausen 6. Ummerstadt2 7. Westhausen |
| 1thủ phủ của Verwaltungsgemeinschaft;2thị xã |                                                                            | |